# Communications in Mathematical Physics
Communications in Mathematical Physics is een internationaal, aan collegiale toetsing onderworpen wetenschappelijk tijdschrift op het gebied van de mathematische fysica.
De naam wordt in literatuurverwijzingen meestal afgekort tot Comm. Math. Phys.
Het wordt uitgegeven door Springer Science+Business Media en verschijnt 24 keer per jaar.
Het eerste nummer verscheen in 1965.